# Choerades perrara
Choerades perrara là một loài ruồi trong họ Asilidae. Choerades perrara được Lehr miêu tả năm 1991. Loài này phân bố ở vùng Cổ Bắc giới.